# Provincia di Puntarenas
La provincia di Puntarenas è una delle sette province della Costa Rica, la più grande per superficie. Si estende dal confine con Panama, lungo tutta la costa meridionale dell'Oceano Pacifico e comprende la parte meridionale della penisola di Nicoya. Comprende inoltre l'isola del Cocco, distante 532 km dalla terraferma. Capoluogo della provincia è la città di Puntarenas.
Confina con tutte le altre province della Costa Rica, fatta eccezione per quella di Heredia e Cartago.
Il clima della provincia è del tipo tropicale umido, con temperature massime che raggiungono e spesso oltrepassano i 34 °C, mentre le minime non scendono mai sotto i 20 °C.

## Aree protette
La provincia di Puntarenas ospita numerose aree protette di rilievo mondiale per la straordinaria biodiversità e per lo stato di conservazione della natura, pressoché incontaminata.
La più importante di esse è senza dubbio il Parco nazionale del Corcovado, ubicato nell'estremità meridionale della provincia e più esattamente nella Penisola di Osa. Il parco si estende per oltre 47.000 ettari lungo le coste del Pacifico e ospita una lussureggiante foresta umida tropicale, dove vivono circa 10.000 specie di insetti, oltre 2.400 specie di piante, 700 tipi di alberi, 140 specie di mammiferi (fra i quali il giaguaro, il puma e l'ocelot), 120 specie di rettili e anfibi e oltre 360 specie di uccelli. Molte specie vegetali e animali sono in pericolo di estinzione.
Merita una speciale menzione anche il Parco Nazionale Manuel Antonio ubicato in prossimità di Quepos, che è anche l'area protetta della Costa Rica maggiormente visitata, per via delle splendide spiagge di sabbia bianca con il tipico paesaggio da cartolina con tanto di palme tropicali. Anche in questo caso, però, il vero interesse del parco è incentrato sui poco meno di 700 ettari di foresta tropicale umida, dove è possibile incontrare una innumerevole quantità di specie animali e vegetali, delle quali alcune ancora non catalogate.
Nel parco vivono gli ultimi esemplari della scimmia scoiattolo (Saimiri oerstedii), che è anche il primate più piccolo della Costa Rica.
Da ricordare anche la Riserva di Monteverde, ubicata sulle pendici meridionali della Cordigliera di Tilarán, una foresta tropicale umida, dove è possibile incontrare oltre 400 specie di uccelli, 490 specie di farfalle, 100 specie di mammiferi e molte rane endemiche di questa zona (fra le quali la rana dagli occhi rossi (Agalychnis callidryas) e la rana dorata (Atelopus zetequis)).
Altre importanti aree protette sono il Parco Nazionale Carara anch'esso di straordinaria importanza e considerato l'"isola biologica" della Costa Rica, la Riserva Naturale di Cabo Blanco, importante area dove è possibile osservare molte specie di uccelli marini, la Riserva biologica di Isla del Cano, ubicata di fronte alle coste della Penisola di Osa e anch'essa 
paradiso biologico oltreché sito archeologico (ospita un importante cimitero precolombiano), le Riserve Biologiche delle Isole Guayabo, Negritos e Los Pájaros.

## Economia
Il turismo, la pesca e l'agricoltura sono le principali attività economiche della provincia.
Vengono coltivati ortaggi, riso e altre colture tropicali e subtropicali.

## Geografia antropica

### Suddivisioni amministrative

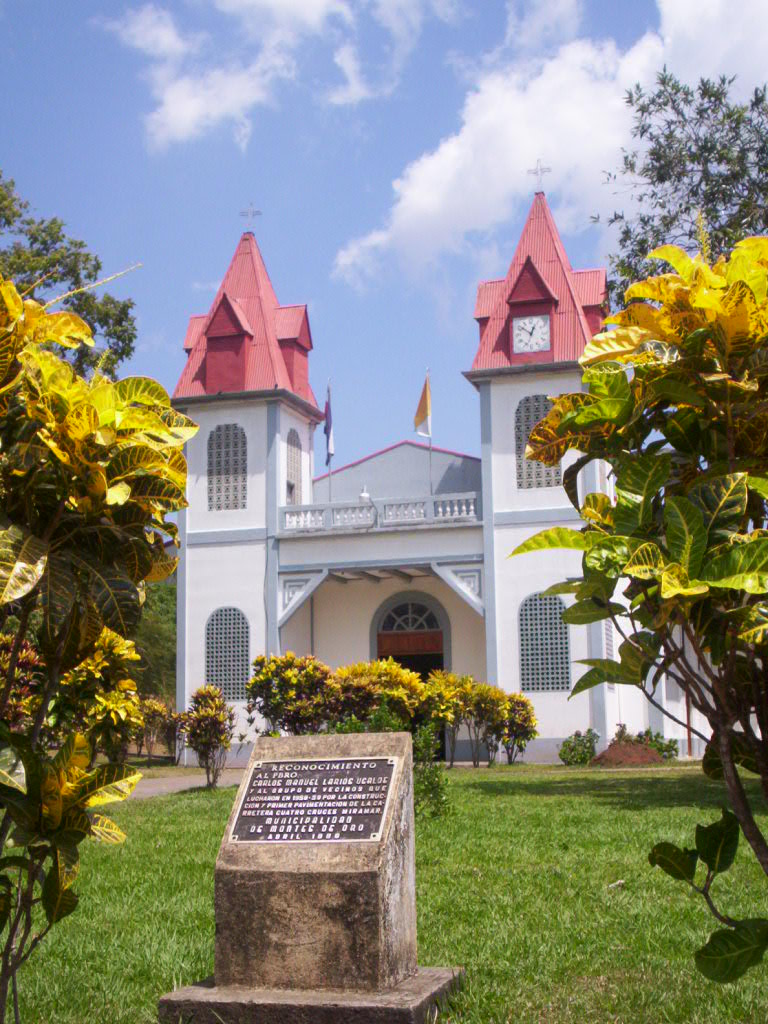
Miramar, cantone di Montes de Oro, la chiesa

La provincia di Puntarenas è divisa in 11 cantoni:
- Aguirre
- Buenos Aires
- Corredores
- Coto Brus
- Esparza
- Garabito
- Golfito
- Montes de Oro
- Osa
- Parrita
- Puntarenas